# Philocompus cupidus
Philocompus cupidus är en tvåvingeart som beskrevs av Osten Sacken 1881. Philocompus cupidus ingår i släktet Philocompus och familjen bredmunsflugor.
Artens utbredningsområde är Filippinerna. Inga underarter finns listade i Catalogue of Life.